# Chrome Shelled Regios
Chrome Shelled Regios (鋼殻のレギオス, Kōkaku no Regiosu) is een op fantasie, actie, sciencefiction en avontuur gebaseerde Japanse serie van lichte literatuur, geschreven door Shusuke Amagi en geïllustreerd door Miyu. Een manga versie werd in 2006 uitgebracht in het blad Dragon Age Pure. Een tweede manga adaptatie, geïllustreerd door Nodoka Kiyose, werd in april 2007 uitgebracht in het blad Monthly Dragon Age. Later dat jaar werd in het blad Bean Ace een derde manga adaptatie uitgebracht,
geïllustreerd door Watari. De anime werd in januari 2009 voor het eerst uitgezonden en is geproduceerd door Zexcs.

## Plot
In een postapocalyptische wereld die beheerst wordt door vuilmonsters, heeft de mensheid zich teruggetrokken in grote, mobiele steden, Regios genaamd. Men heeft geleerd hoe men Kei, een innerlijke kracht, kan beheersen en hoe men dit via bepaalde wapens, dites, kan gebruiken. In de academische stad Zuellni, probeert de protagonist Layfon Alseif een nieuw leven op te bouwen. Hij wordt echter al snel opgemerkt door Karian Loss, president van de studentenraad, en Nina Antalk, een militair student en leider van het 17e peloton, die onmiddellijk zijn vaardigheden herkennen en hem op de militaire academie inschrijven om deel te nemen aan het 17e peloton Layfon heeft echter een duister verleden, en meer kracht dan iemand zich op dat moment realiseert.

## Afleveringen
| Aflevering | Titel                                          | Originele uitzending |
| ---------- | ---------------------------------------------- | -------------------- |
| 1          | The City with a Sense of Awareness             | 10 januari, 2009     |
| 2          | Capture the Flag!                              | 17 januari, 2009     |
| 3          | Electric Spirit Czerny                         | 24 januari, 2009     |
| 4          | Disarmament! Put on maid clothing!             | 31 januari, 2009     |
| 5          | The Enemy that Hides in the Land of Death      | 7 februari, 2009     |
| 6          | The Letter from Grendan                        | 14 februari, 2009    |
| 7          | Adamandite Restoration                         | 21 februari, 2009    |
| 8          | The Past Enemy is Now a Lost City              | 28 februari, 2009    |
| 9          | The Qualifications of a Heavens Blade Receiver | 7 maart, 2009        |
| 10         | Lukkun's Revenge                               | 14 maart, 2009       |
| 11         | Spa Resort Karian                              | 21 maart, 2009       |
| 12         | Gentle Lie                                     | 28 maart, 2009       |
| 13         | Feelings Hiding in the Barrel of a Gun         | 4 april, 2009        |
| 14         | Haikizoku Appears                              | 11 april, 2009       |
| 15         | Unreaching Feelings                            | 18 april, 2009       |
| 16         | Zuellni Rampage, Filth Monsters Attack         | 25 april, 2009       |